# Cleora mecistoscia
Cleora mecistoscia là một loài bướm đêm trong họ Geometridae.